# Новомирівка
Новоми́рівка — село Макарівської селищної громади Бучанського району Київської області, розташоване за 7 км від с. Королівка. Площа населеного пункту — 54 га. Населення становить — 23 особи. В селі 49 дворів.
Хутір Новомирівка вперше фіксується під час перепису населення 1897 року. Тоді там був 61 двір, мешкало 243 особи.
У роки Німецько-радянської війни загинуло 40 новомирівців.